# フライヤー (企業)
株式会社フライヤー（Flier Inc.）は、東京都千代田区一ツ橋に本社を置く、日本のインターネット関連企業。メディアドゥの連結子会社。
1冊10分で読める本の要約サービス「flier（フライヤー）」を運営している。

## 沿革
- 2013年6月 会社設立[4]
- 2013年10月 サービス開始[5]
- 2022年3月 動画コンテンツ「flier チャンネル」リリース[6]
- 2025年2月 東京証券取引所グロース市場に上場

## 提供サービス
出版社・著者の許可を得てライターが作成した本の要約を配信している（音声版もあり）。